# فرقاطة

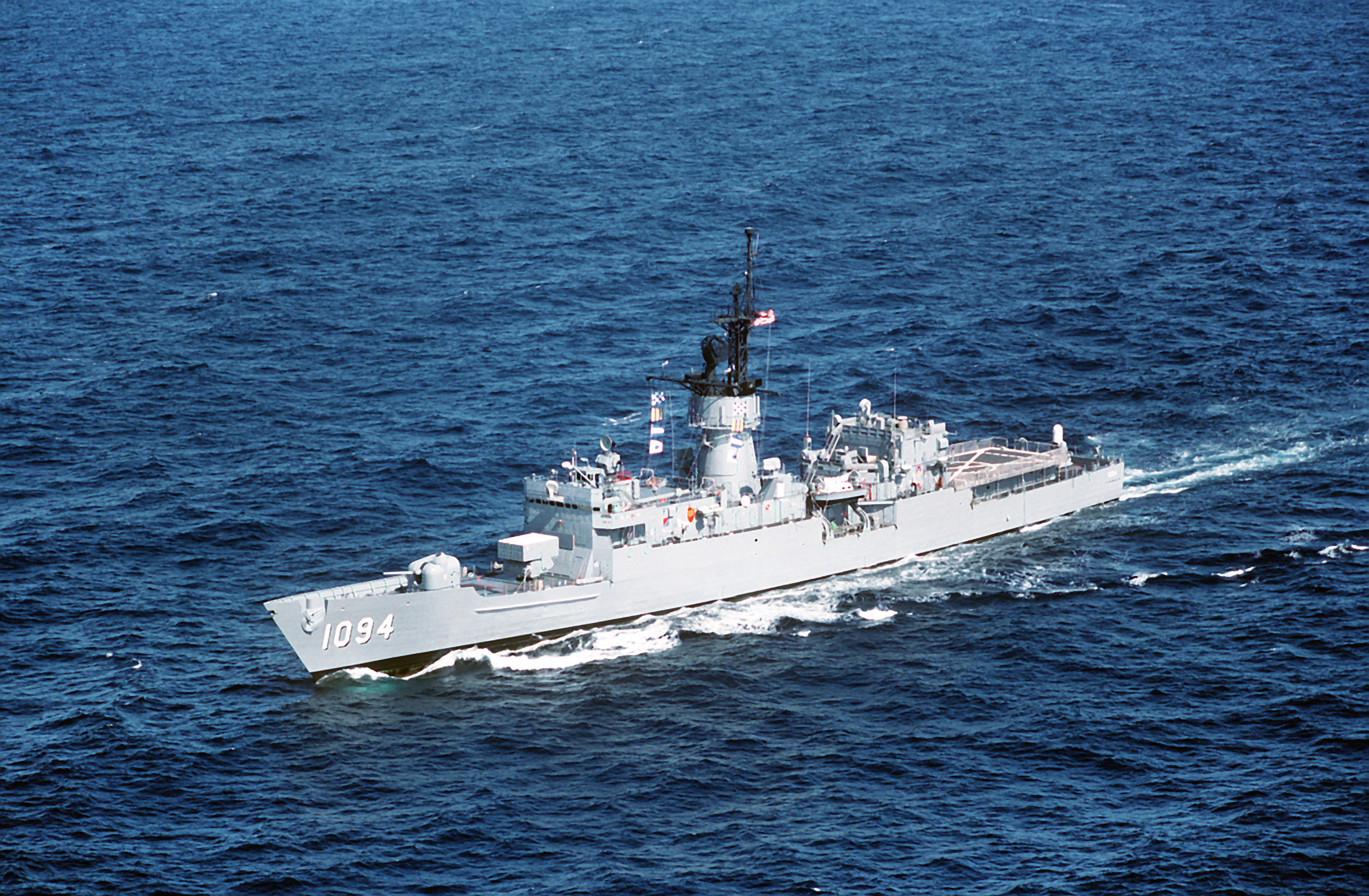
فرقاطة أمريكية

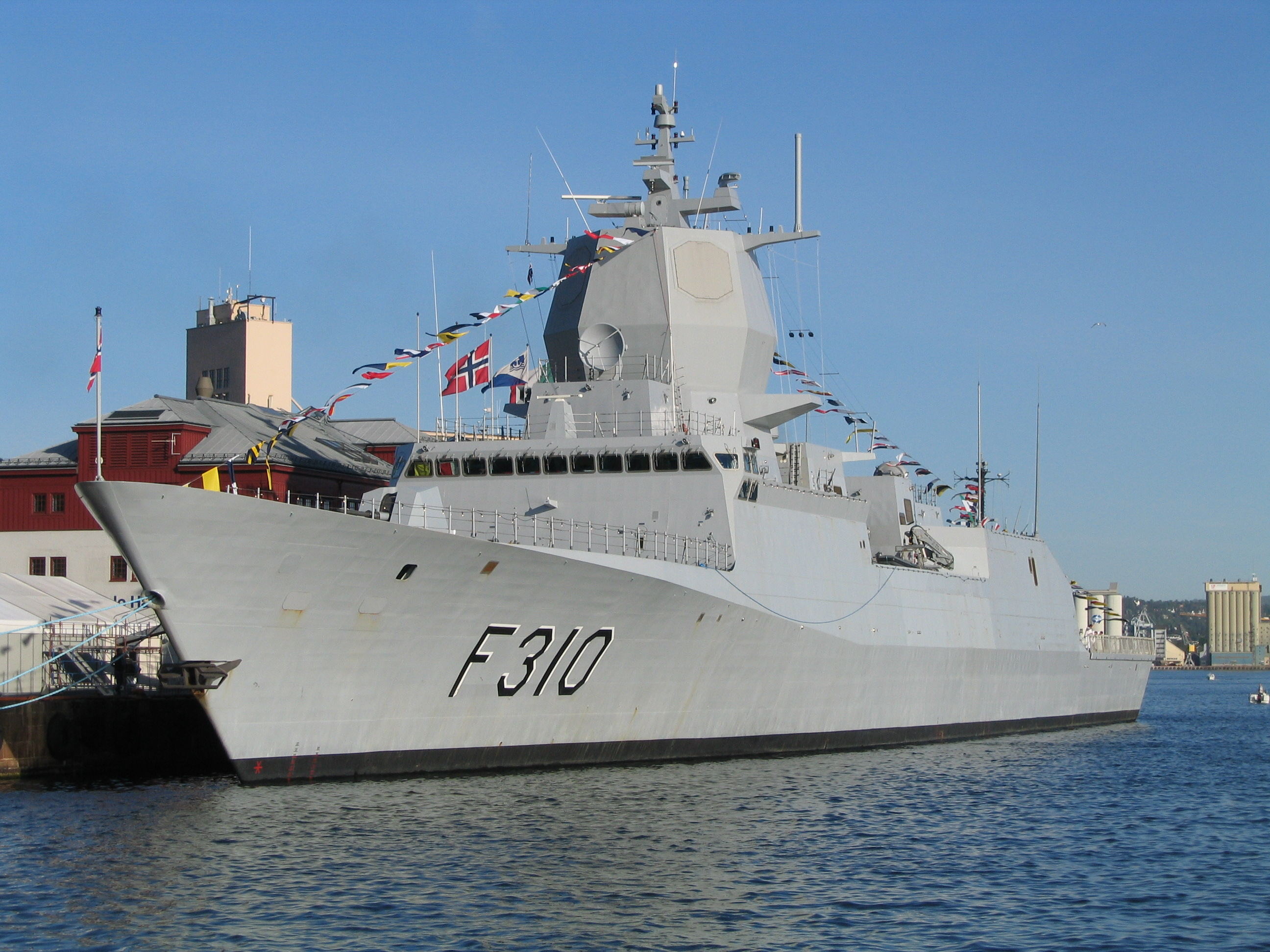
فرقاطة نرويجية

فرقاطة تركية (أمريكية سابقا)

الفرقاطة (بالإنجليزية: Frigate)‏ هو اسم دخيل يطلق على نوع من السفن الحربية السريعة التي تكون أصغر حجماً من المدمرات وأكبر من الفرقيطة أو الكورفيت. بالمقارنة مع المدمرات فإن الفرقاطات ذات سرعة ومدى بحري أقل.
تُسلّح الفرقاطات الحديثة بالصواريخ الموجهة من نوع سطح-أرض وسطح-جو والمدفعية التقليدية كما يمكن أن تزوّد الفرقاطات بأنابيب طوربيد للحرب ضد الغواصات وحظائر للمروحيات تحوي مهبطاً أو أكثر.
تستخدم الفرقاطات لعدة أغراض منها:
- حماية السفن الأخرى مدنية كانت أو حربية.
- التصدّي لحرب وأسطول الغواصات المعادية.
- مساعدة القوات البرمائية في السواحل.
- استعمالات كثيرة أخرى للحرب البحرية.

## التاريخ
فرقاطة، تنطق بهذا الاسم بعدة لغات: إسبانية، إيطالية، وتركية. وقد ظهر هذا الاسم منذ القرن الخامس عشر.

## فرقاطات معاصرة
- فرقاطة فريم
- فرقاطة ايفر هويتفيلد
- فرقاطة زاكسن
- فرقاطة دي زيفن بروفينسيان
- فرقاطة ألفارو دي بازان
- فرقاطة فريدتجوف نانسن
- فرقاطة أدميرال جورشكوف
- فرقاطة أدميرال جريجوروفيتش
- فرقاطة تايب 054A
- فرقاطة القهار

## وصلات خارجية
- البحرية الأمريكية
- حرب البحار - بحرية الولايات المتحدة الأمريكية
- كتاب ويكيبيديا